# Čajkov
Čajkov este o comună slovacă, aflată în districtul Levice din regiunea Nitra. Localitatea se află la altitudinea de 190 m deasupra n.m., se întinde pe o suprafață de 23,94 km2 și în 2017 număra 969 de locuitori.

## Istoric
Localitatea Čajkov este atestată documentar din 1276.

## Demografie
| An:                | 1994 | 2004   | 2014   | 2024   |
| ------------------ | ---- | ------ | ------ | ------ |
| Număr de persoane: | 1081 | 1034   | 978    | 930    |
| Diferență:         |      | −4,34% | −5,41% | −4,90% |

| An:                | 2023 | 2024   |
| ------------------ | ---- | ------ |
| Număr de persoane: | 933  | 930    |
| Diferență:         |      | −0,32% |